# شهرداری ناوکشنی
شهرداری ناوکشنی (به لاتین: Naukšēni Municipality) یک شهرداری در لتونی است. شهرداری ناوکشنی ۲٬۳۱۶ نفر جمعیت دارد.